# Національний музей археології (Мальта)
Національний музей археології  (мальт. Il-Mużew Nazzjonali tal-Arkeoloġija) — один з найбільших музеїв Мальти, розташований в столиці країни Валлетті. Музей засновано 1958 року. Національний музей археології Мальти підпорядкований фундації Heritage Malta.

## Історія
Національний музей археології на Мальті було засновано 1958 року з ініціативи тодішнього міністра освіти Агати Барбари. Музей розташувався в особняку Оберж де Прованс (L'Auberge de Provence) у місті Валлетта. Початком колекції була археологічна виставка на першому поверсі та збірка образотворчого мистецтва, виставлена на другому поверсі. Першим куратором музею був Чарльз Г. Замміт, син археолога Темістокла Замміта.
1974 року колекція образотворчого мистецтва була переведена до іншого музею в Admiralty House building на Південній вулиці, а музей став називатися археологічним · . "
1998 року пройшла ґрунтовна реконструкція музею..

## Приміщення
Особняк «Оберж де Прованс» було споруджено 1571 року мальтійським орденом. Будівля споруджена в стилі бароко з елементами маньєризму. Припускають, що проект особняка розробив видатний мальтійський архітектор Джероламо Кассар.
Великий салон на другому поверсі — найрозкішніше приміщення будівлі, де раніше обговорювалися державні справи та проводились святкові бенкети.
1798 року за Наполеона особняк було передано клубу Malta Union Club. 12 серпня 1955 року приміщення було націоналізовано з метою організації в ньому музею.

## Колекція
На першому поверсі музею виставлено доісторичні артефакти, знайдені на теренах Мальтійського архіпелагу від бронзової доби до періоду Таршіена (2500 рік до н. е.).

### Зал неоліту (5200-3800 роки до н.е.)
У залі неоліту виставлено артефакти неолітичних культур Мальти: візерунчаста кераміка Гхар-Даламу, сіра та червона кераміка Скорби та Зеббуджа.
Фігурки з червоної кераміки, знайдені в Скорбі, є найдавнішими артефактами цієї частини Середземномор'я.
У музеї представлені реконструкції гіпогеїв — неолітичних поховань на Мальті. Найбільш визначними гіпогеями Мальти є Хал-Сафліені та мегаліт в селі Шаара; у музеї представлені також численні фото цих пам'яток.

### Період храмів (3800-2500 роки до н.е.)
У залах періоду храмів представлено зразки доісторичної архітектури та скульптурні зображення з Мджарра, Джгантії, Сафліені та Таршіену. Мегалітичні храми Мальти вважаються найдавнішими монументальними пам'ятками в світі, вони занесені до списку Світової спадщини ЮНЕСКО.
У музеї представлені численні статуетки, які ототожнювали з силенами, а також фалічні символи. Статуетки вважали зображеннями богині плодючості, проте за останніми дослідженнями, ці статуетки мають невизначену стать, хоча й пов'язуються з культом родючості. Їхній розмір і форми дуже різняться : найбільшою є скульптура заввишки 2,7 м, а найменшою — 4 мм.
У музеї виставлені доісторичні вівтарі, деякі з них використовувалися для жертвоприношень тварин.

## Проекти
Музей планує ближчим часом відкрити галерею на другому поверсі, де мають бути виставлені археологічні пам'ятки бронзової доби, часів пунічних воєн та римського періоду · .

## Години роботи
Музей відчинено щодня з 9:00 до 19:00 години, вхід до 18:30.
Зачинено в Страсну П'ятницю, на Новий Рік та Різдво.